# Riforma gluckiana
Si definisce come riforma gluckiana il tentativo di rinnovamento dell'opera seria italiana del Settecento, portato avanti, nella seconda metà del secolo, dal musicista Christoph Willibald Gluck e dal librettista Ranieri de' Calzabigi, con l'incoraggiamento ed il sostegno determinante del direttore generale degli spettacoli teatrali della corte asburgica (Generalspektakeldirektor), conte Giacomo Durazzo. Come gli stessi autori indicheranno esplicitamente nella prefazione-dedica della partitura dell'Alceste, il vero e proprio manifesto programmatico della riforma, apparso nel 1769, essa si rivolgeva contro «tutti quegli abusi ... che hanno per troppo tempo deformato l'opera italiana e reso ridicolo e seccante quello che era il più splendido degli spettacoli», e si proponeva «di ricondurre la musica al suo vero compito di servire la poesia per mezzo della sua espressione, e di seguire le situazioni dell'intreccio, senza interrompere l'azione o soffocarla sotto inutile superfluità di ornamenti». Il nucleo centrale del tentativo di riforma del melodramma italiano fu costituito, sostanzialmente, da tre opere andate in scena a Vienna nell'arco di meno di un decennio: Orfeo ed Euridice (1762), la già citata Alceste (1767), e Paride ed Elena (1770).

## La genesi della riforma

### La crisi dell'opera seriaitaliana
Alla metà del XVIII secolo l'opera seria italiana era sotto scacco: essa «veniva messa in ridicolo e attaccata non tanto perché fosse deteriore, quanto perché era andata avanti troppo a lungo senza cambiamenti e i suoi più grandi interpreti erano divenuti eccessivamente arroganti. Tutte le splendide forme musicali ... degenerano e ostacolano il progresso, se troppo a lungo vengono mantenute al riparo dalla fertilizzazione, il processo attraverso il quale ogni organismo vivente riesce a generare nuova vita». Il manifesto di tale tendenza critica può essere considerato uno scritto del principe degli illuministi italiani, Francesco Algarotti, pubblicato a Venezia nel 1755 (e poi riedito a Livorno, nel 1763), sotto il titolo di Saggio sopra l'opera in musica, nel quale si mettevano in rilievo le degenerazioni di tale genere artistico, "forse il più ingegnoso e compìto" di quelli "che furono immaginati dall'uomo", e si sosteneva invece un modello altamente semplificato di opera seria, con gli elementi del dramma largamente preminenti su quelli della musica, della danza e della scenografia. Il dramma, per parte sua, doveva aver come fine quello di «muovere il cuore, deliziare gli occhi e gli orecchi senza contravvenire alla ragione». Le idee di Algarotti influenzarono, separatamente, sia il musicista Gluck sia il poeta Calzabigi, il quale divenne uno dei prominenti sostenitori della necessità di trovare nuove strade per quella che è stata poi definita, secondo Hutchings impropriamente, la riforma gluckiana.
Tra le altre influenze che si esercitarono sulla nascita dell'Orfeo ed Euridice, va ricordata anche quella del compositore Niccolò Jommelli e del suo maître de ballet a Stoccarda, Jean-Georges Noverre.. Le Lettres sur la danse (1760) di Noverre invocavano l'effetto drammatico contro l'ostentazione acrobatica, sotto l'influsso, in ciò, delle opere di Jean-Philippe Rameau e dello stile di recitazione di David Garrick.. Si ritiene che la notevole presenza di balletti nell'Orfeo ed Euridice sia dovuta, almeno in parte, alla sua influenza, e Jommelli stesso si caratterizzò per la sua tendenza a fondere tutti gli aspetti della produzione, compresi il balletto, la messa in scena ed il pubblico. E, oltre a Jommelli, altri compositori del periodo «si [meritarono] una nicchia nella storia per aver tentato di essere drammaturghi e per aver cercato soluzioni non convenzionali per le scene culminanti - alterando l'attesa sequenza di recitativo ed aria, mediante forme insolite di aria o con patetiche musiche aggiunte»: il contemporaneo Tommaso Traetta a Parma, ad esempio, o, successivamente, di Majo a Mannheim e perfino a Napoli, o, in precedenza, ma non per ultimo, lo stesso grande Händel, «per cui Gluck aveva un'ammirazione sconfinante nella reverenza» , e che «fece talora ricorso a una forma musicale complessa, chiamata 'Scena', nella quale il recitativo accompagnato sbocciava nell'arioso e includeva passaggi musicali brevi e altamente emozionali».

### La tradizione dellatragédie lyriquefrancese
Al contrario dell'opera italiana, nella tragédie en musique (o lyrique) francese, istituita quasi un secolo prima, per colmo dell'ironia, da un emigrante italiano di nome Giovanni Battista Lulli (poi francesizzato in Jean-Baptiste Lully), il ruolo del poeta era predominante: copie del libretto con candela allegata venivano vendute a teatro ed il primo criterio del compositore doveva essere la fedeltà al testo. In funzione di essa, Lully aveva creato una sorta di récit (recitativo) accompagnato, che non declinava rapidamente le note alla maniera del recitativo secco à l'italienne, ma le accompagnava con la melodia, che non ripeteva parole o intere sequenze di parole se non espressamente previsto a scopo retorico dal poeta, e che sfociava naturalmente nelle airs en rondeau, infinitamente più semplici nella struttura delle loro corrispondenti italiane e, se non prive di notes de goût (abbellimenti), aliene comunque dalla coloratura virtuosistica dell'opera seria. Della tragédie lyrique francese, erano parti costitutive insopprimibili le danze e soprattutto i cori, senza i quali - conclude acutamente, ed argutamente, Hutchings -  «l'intermittenza [stop-go] italiana sarebbe stata musicalmente più interessante del lento dipanarsi della tragedia, dove c'era troppo poca distinzione tra récit e air. L'uomo non vive di sole dignità e ragione, e, se non fosse per le airs che muovono a tenerezza, per i balletti di insoliti fascino o fantasia, per gli scenari e i pezzi corali di insolito splendore, alcune delle tragedie di Lully potrebbero apparire [francamente] monotone». Con il 1750, però, i tempi erano mutati, il barocco era sfociato nel rococò ed il pubblico francese preferiva ormai i divertissements inseriti nelle tragedie (e quella forma di divertissement a tutto tondo che era l'opéra-ballet) alle tragedie medesime: lo stesso Rameau, dopo l'Ippolyte et Aricie del 1733, compose solo due altri lavori che possono propriamente definirsi tragédies lyriques, ed i loro intrecci fantastici non ne fanno dei drammi più razionali delle opere serie italiane coeve, a parte alcune assai lunghe sezioni, soprattutto del Dardanus, che sembrano però già appartenere, piuttosto, al campo dell'opera riformata gluckiana.
È difficile dire oggi quanto Gluck conoscesse esattamente della tradizione francese, certamente non poco, tenuto conto che il decennio precedente all'apparizione dell'Orfeo fu da lui dedicato soprattutto a due forme di spettacolo che trovavano a Parigi, o la loro patria originaria, l'opéra comique, o il loro maggior centro di diffusione, il balletto, e tenuto conto altresì che i lavori musicali parigini vedevano spesso le stampe, a differenza di quelli viennesi, ed erano quindi più accessibili, e che riferimenti al melodramma francese si riscontrano senz'altro nell'Orfeo ed Euridice e nelle altre opere riformate italiane: l'Alceste, la più ideologica delle tre, verrà addirittura non più definita "dramma per musica" (o "opera seria"), come nella tradizione italiana, ma "tragedia messa in musica", traduzione letterale di una delle formule originariamente più usate per la tragédie lyrique (tragédie mise en musique). E, ancor più di Gluck, è certa la grande dimestichezza con l'opera francese da parte degli altri due grandi coautori della riforma. Ranieri de' Calzabigi aveva vissuto a Parigi per tutti gli anni '50, dedicandosi, oltre che all'organizzazione di lotterie con Madame de Pompadour e ad avventure galanti al fianco di Giacomo Casanova, alla sua attività di librettista, ormai in rotta con il suo amato vecchio maestro, Metastasio. Il conte Durazzo era un deciso francofilo e promosse l'introduzione a Vienna ed in Italia di forme musicali francesi, facendo quasi da pendant artistico alla politica filofrancese del suo protettore, il cancelliere Kaunitz. Alla fine, Gluck arriverà all'apice della sua carriera operistica proprio a Parigi (e non a Vienna o in un'altra piazza italiana), e, dopo aver iniziato traducendo, per così dire, in francese i suoi lavori italiani, «tutte le opere migliori del suo periodo finale furono composte direttamente su testi francesi e montate a Parigi. Eppure, l'opera riformata non è costituita semplicemente dalla presentazione di un intreccio in stile francese su parole italiane. In verità si può dire che Gluck e Calzabigi abbiano ri-formato la pratica operistica francese, non meno di quella italiana».

## I caratteri della riforma
Lo spirito della riforma del melodramma operata da Gluck e Calzabigi, nota come riforma gluckiana, va prima di tutto inquadrato in un contesto ben preciso per poterne comprendere gli aspetti fondamentali.
Innanzi tutto dobbiamo ricordare che siamo nell'epoca dell'illuminismo, per cui ci troviamo di fronte a una mentalità intellettuale strettamente connessa al concetto di natura, intesa come "ragione", "naturalezza", "logica", "verità". C'era perciò un modus operandi dei due riformatori che mai si distaccava da questo assunto di base. «La poesia veniva ora intesa come rivelazione della verità e non più come raffinato esercizio intellettuale», anche se il pubblico a cui ci si rivolgeva era ancora un pubblico sostanzialmente colto, ma non più unicamente aristocratico: l'epoca del mecenatismo di corte era ormai esaurita. Sia Gluck che Calzabigi sentivano la loro attività come una sorta di dovere nei confronti della cultura stessa alla quale si rivolgevano.
Occupandoci ora delle modifiche operate per il rinnovamento del genere serio, possiamo stabilire alcune linee guida che ci aiutano a comprendere quali furono gli antefatti. Va detto che questa riforma, pur volendosene distaccare, è in netta continuità dialettica con l'opera di Metastasio. 
«Per prima cosa si trattava di semplificare al massimo l'azione drammatica». Vi è poi la volontà precisa di disfarsi di tutti gli orpelli e ornamenti tipici del barocco che erano in evidente contrasto con il pensiero e il gusto razionalista. Infine richiedeva una soluzione la questione legata al rapporto tra parola e musica. Quest'ultimo fu un nodo cruciale che però Calzabigi e Gluck seppero sciogliere abilmente, dando poi lo spunto a nuove e più radicali trasformazioni (come quelle che attuerà Mozart). Entrambi erano convinti che il testo e la musica avessero un ruolo complementare, ma sempre assoggettando la seconda al primo. Solo in questo modo poteva essere rispettato il razionalismo. Inoltre quest'esigenza nasceva dall'eccesso di virtuosismi che si era avuto nei decenni precedenti ad opera dei cantanti, i quali, talvolta, a causa della loro esecuzione eccessivamente ornata di abbellimenti tecnici, compromettevano la comprensione delle parole; già Metastasio cercò di porre un equilibrio a questo vezzo. E proprio come in Metastasio, la funzione della musica non veniva messa da parte, ma messa al servizio della poesia. 
Uno degli scopi principali era proprio quello di ridare rilievo fonetico e semantico al testo e il lavoro di Gluck, soprattutto, fu esemplare, come lo stesso Calzabigi riconobbe. Il principale elemento di riscontro di questa volontà era senza dubbio il nuovo rapporto tra aria e recitativo: il maggior successo della riforma risiede qui. Innanzi tutto il recitativo secco venne sostituito con l'accompagnato, soluzione che già ridava nuova linfa a tutta l'azione drammatica. Fu studiato, per di più, un sistema per ridurre al minimo il contrasto tra il pezzo chiuso e il pezzo aperto, proprio grazie al rafforzamento reciproco di parole e musica. Musica che veniva invitata a diventare maggiormente descrittiva del momento narrato. L'aria, con l'abolizione del da capo, diventa più elastica e non è più un momento di statica contemplazione, ma viene descritta in divenire; l'alternanza di versi sciolti e rimati, in base alla situazione, aiutava questo processo. «Alla liricizzazione del recitativo [...] corrisponde una drammatizzazione dell'aria in cui la contemplazione lirico-esclamativa dei fatti avvenuti è espressa [...] nell'atto stesso del suo accadere e non, come in Metastasio, dopo che è già stata razionalmente elaborata».
Anche l'orchestra assunse una nuova veste, in funzione drammatica, così come le danze e i cori. Il coro divenne un vero e proprio personaggio aggiunto, come avveniva nella tragedia greca. Gli stessi strumenti divennero dunque parte attiva dell'opera e non più un "sottofondo". Altra importantissima innovazione apportata dal genio di Gluck fu l'utilizzo del timbro in funzione drammatica mentre le parti strumentali assunsero nuovi significati: come per l'ouverture «non più concepita come generico segnale d'inizio, ma come introduzione all'atmosfera del dramma» . 
Per quanto riguarda l'aspetto meramente narrativo venne del tutto scardinato il sistema metastasiano dell'intrigo a favore di una più omogenea linearità di svolgimento dei fatti. Non ci sono più personaggi storici al centro della vicenda, ma personaggi della mitologia greca: essi sono dei simboli, non persone, e rappresentano sempre, principalmente, un assunto morale; tutta l'opera si svolge in funzione di ciò ed è anche questo un tratto in continuità con la rievocazione dell'antica tragedia nella sua etica esemplarità. I dialoghi non servono più soltanto a far conoscere i fatti narrati al pubblico, ma coinvolgono emotivamente i personaggi approfondendo ulteriormente il sentimento di fondo di una scena. Le scene, inoltre, presentano una connessione più accentuata rispetto alla tragèdie lyrique proprio come maggiore è la connessione tra arie e recitativi poiché vi è, tra l'una e gli altri, un forte legame narrativo. Il pathos drammatico giunge al suo apice sempre gradualmente e tutto ciò non può che contribuire all'organicità formale ed espressiva dell'opera, collegando ciascun pezzo successivo a quello precedente.
Infine possiamo valutare i ruoli che i due intellettuali ebbero in questa opera di riforma. 
Calzabigi è un letterato attento e molto feroce nelle critiche – come si legge tra le pagine della sua Lulliade – specialmente nei confronti del teatro francese che egli, tuttavia, aveva a suo tempo apprezzato per le qualità espresse e forse anche per adesione ai princìpi illuministici di matrice francese, riconducibili al concetto di “ritorno alla natura” teorizzato da Rousseau. In nome di tali princìpi egli mostrò la propria avversione al genere comico, palesando una "concezione, tipicamente razionalista, di separazione dei generi" ; fu molto critico anche nei confronti dello stesso Metastasio, che egli apprezzò moltissimo , ma questo avvenne in tarda età e si è poi compreso chiaramente come in realtà i due si trovino in continuità: nella riforma sono presenti aspetti già teorizzati dal poeta cesareo. Sotto l'aspetto dell'utilizzo delle parole Calzabigi si colloca a metà tra la lentezza ritmica tipica del teatro francese e quella decisamente più incalzante di Metastasio. Uno dei princìpi della drammaturgia di Calzabigi era il rispetto delle unità aristoteliche, fatta eccezione per l'unità di luogo. "Calzabigi è razionalista fin nei minimi particolari: nel pathos stilizzato, nelle frequenti allusioni a leggende rare e dimenticate, nella predilezione per gli effetti soggettivi ottenuti mediante la raffigurazione oggettiva e la chiarezza formale, infine in certe tipiche inflessioni poetiche". Ma, pur se collocabile tra la schiera di intellettuali asserviti alla logica razionalista, la quale può apparire fredda e distaccata, non possiamo sottovalutare il Calzabigi drammaturgo applicandogli un'etichetta da mero “ragioniere dell'opera”: egli aveva sempre bene in mente la funzione drammatica di ciò che scriveva tenendo conto anche delle possibili reazioni del pubblico. Il suo apprezzamento per il canto e per la melodia di matrice italiana gli permise certamente di lavorare più naturalmente sul rapporto testo-musica e di fregiarsi in seguito della, per così dire, “invenzione” della cosiddetta “musica di declamazione”.
Dal canto suo Gluck è senz'altro una figura di straordinaria importanza per lo sviluppo della futura drammaturgia. Egli è un personaggio in parte riconducibile al romanticismo e ciò in considerazione del fatto che, quando si parla d'arte, non si possono effettivamente selezionare i singoli avvenimenti o movimenti mettendoli in compartimenti stagni – anche se uno studio critico lo richiede –, ma bisogna considerarli in un continuum che è proprio di ogni forma artistica. Gluck può essere considerato a tutti gli effetti come una figura di “ribelle” ante litteram, e quindi ascrivibile quasi alla lista dei precursori del romanticismo. “Quasi” perché non rientra propriamente nella schiera dei pre-romantici e a dircelo sono le sue stesse opere: la potenza evocativa della sua musica nasconde in sé il germe dei futuri sviluppi romantici, ma a differenza della corrente ottocentesca, questa potenza non corrisponde ad un concetto di psiche, ma ad un più settecentesco concetto di intelletto. "Il fulcro dell'interesse è per Gluck sempre la rappresentazione dell'idea fondamentale, in funzione della quale egli riduce tutto ai contrasti più elementari dove non c'è più posto per intrecci psicologici in senso moderno". Egli vive la sua missione di illuminista rispettandone tutti i canoni e dimostra di conoscere benissimo l'ambito in cui muoversi: chi lo sceglie come collaboratore lo sa e sa anche, in cuor suo, di trovarsi di fronte ad un autentico genio della drammaturgia musicale. "Gluck resuscita il razionalismo agonizzante immettendogli sangue nuovo ma rispettandone le inderogabili esigenze di chiarezza, organicità, logica interna. Il romanticismo è presente nella sua opera come virtualità elusa".
Gli effetti della riforma del melodramma non vennero riconosciuti che negli anni in cui vennero presentate le prime due opere italiane, Orfeo ed Euridice nel 1762 e Alceste nel 1767. Per la terza delle opere della riforma, vale a dire Paride ed Elena nel 1770, il rinnovamento non era già più preso in grande considerazione, mentre Gluck cercò fortuna a Parigi, dapprima con grande successo con Iphigénie en Aulide nel 1774, Armide nel 1777 e Iphigénie en Tauride nel 1779 e poi con un discreto insuccesso con Echo et Narcisse nel 1779 – condito da accese polemiche e contrasti – che lo riportò a Vienna, dove morì nel 1787. La riforma gluckiana ebbe grande fortuna, influenzando notevolmente molti compositori, tra i quali Sacchini, Salieri, Cherubini, Spontini, Weber, Berlioz e Wagner.